# Zincke
Il zincke è un particolare registro dell'organo.

## Struttura
Lo zincke è uno registro di duplice interpretazione: con questo stesso nome, spesso presente negli organi barocchi tedeschi, si può indicare sia un registro di mutazione composta del tutto simile al cornetto, sia un antico registro ad ancia aperta. Quest'ultimo è un registro frequentemente presente nella pedaliera nelle misure da 2' o 4', a volte 8', e, raramente, 1'.
Inizialmente nato come registro della famiglia dei flauti, nel corso del XVI secolo divenne un registro della famiglia delle ance e fu molto comune in Germania nei secoli XVII e XVIII. 